# Auchenheath
Auchenheath est un village écossais situé dans le South Lanarkshire.